# Diospyros atrata
Diospyros atrata là một loài thực vật có hoa trong họ Thị. Loài này được (Thwaites) Alston mô tả khoa học đầu tiên năm 1931.